# Huéhuetl de Malinalco
El huéhuetl de Malinalco es un tambor ceremonial mexica, una de las pocas piezas que se conservan hechas en madera del Posclásico tardío. En ella se muestra una rica iconografía mexica en su máximo periodo de esplendor. Fue usado hasta principios del siglo XX por los habitantes del barrio de Santa Mónica, Malinalco, Estado de México, hasta que por orden del entonces gobernador José Vicente Villada pasó a resguardo del gobierno mexicano.